# Побачене та почуте
Побачене та почуте — американський фільм жахів 2021 року, написаний і знятий Шарі Спрінгер Берман і Робертом Пульчіні за мотивами роману Елізабет Брандейдж «Усі речі перестають з'являтися». У головних ролях — Аманда Сейфрід і Джеймс Нортон. Він вийшов 29 квітня 2021 року на Netflix і отримав переважно негативні відгуки від критиків.
Кілька пейзажів зі школи річки Гудзон займають важливе місце у фільмі.

## Сюжет
У 1980 році Кетрін Клер, реставратор мистецтва, живе на Манхеттені зі своїм чоловіком Джорджем і донькою Френні. Коли Джордж отримує роботу викладача історії мистецтва в коледжі, родина переїжджає у великий фермерський будинок у північній частині штату Нью-Йорк.
Кетрін, яка страждає на булімію, почувається ізольованою в будинку. Вона знаходить стару Біблію, що містить генеалогічне дерево попередніх власників, Смітів; деякі імена видряпані та позначені «Прокляті». Вона відчуває дух і бачить дивні вогні, що ведуть її до старовинної каблучки, яку вона починає носити. Френні бачить жіночий дух у своїй кімнаті та наполягає на тому, щоб спати з батьками. Кетрін наймає братів Едді та Коула Лаксів різноробами та нянею, а Джордж заводить роман із кузеном Едді Віллісом.
Кетрін дружить з колегою Джорджа Джастиною Соколовою. Джордж запрошує Флойда ДеБірса, керівника відділу історії мистецтв, до себе додому. Флойд відчуває присутність душі, але запевняє Кетрін, що дух доброзичливий, і пропонує провести сеанс. Джордж і Кетрін влаштовують вечірку, на якій Кетрін дізнається, що попередні власники, які загинули в результаті вбивства-самогубства, були батьками Едді і Коула, і що її каблучка належала їхній матері Еллі. Вона стикається з Джорджем щодо насильницької історії будинку. Поки вони сперечаються, радіо починає грати, але зупиняється лише тоді, коли Джордж розбиває його. Кетрін просить Джорджа відвезти Френні до будинку його батьків.
Поки Джорджа немає, Кетрін і Флойд проводять сеанс і викликають привид Елли. Флойд каже Кетрін, що в будинку живе інший дух і що їй слід бути обережною. Кетрін дізнається про роман Джорджа з Віллісом. Під час екскурсії Джастін підслуховує розмову між Джорджем і його керівником дисертації, який запитує, як його взяли на роботу без рекомендаційного листа. Флойд стикається з Джорджем, який зізнається, що підробив рекомендацію. Під час сімейної вечері Кетрін дізнається, що картини, які Джордж назвав його роботою, насправді були написані його двоюрідним братом, який потонув під час аварії на човні. Її довіра зруйнована, Кетрін заводить роман з Едді.
Під час прогулянки на човні Джорджу не вдається відмовити Флойда доносити на нього. Пізніше мокрий Джордж повертається до кампусу (а Флойда ніде не видно), де Джастін стикається з ним щодо його роману з Віллісом. Джордж слідує за її машиною та збиває її з дороги, вводячи її в кому. Кетрін дізнається про смерть Флойда та нещасний випадок Джастін. У класі Джорджа на екран раптово проєктується містична картина смерті та християнського хреста з книги, яку подарував йому Флойд. Джордж не може змусити це зникнути, що його обурює і змушує втікати з класу.

## Акторський склад
- Аманда Сайфред у ролі Кетрін Клер
- Джеймс Нортон — Джордж Клер
- Ана Софія Хегер — Френні Клер
- Наталія Даєр — Вілліс Хауелл
- Алекс Нойстедтер — Едді Вейл
- Рей Сігорн — Джастін Соколов
- Майкл О'Кіф — Тревіс Лотон
- Карен Аллен у ролі Мере Лотон
- Джек Гор — Коул Вейл
- Ф. Мюррей Абрахам у ролі Флойда ДеБірса
- Джеймс Урбаняк — Брем Соколов
- Емілі Дорш — Елла Вейл

## Виробництво
У вересні 2019 року було оголошено, що Аманда Сейфрід приєдналася до акторського складу, а Шарі Спрінгер Берман і Роберт Пульчіні були режисерами за сценарієм, який вони написали. Netflix буде розповсюджувати. У жовтні 2019 року Джеймс Нортон, Наталія Дайер, Ріа Сігорн, Алекс Нойстедтер і Ф. Мюррей Абрахам приєдналися до акторського складу, і того місяця в Долині Гудзон, Нью-Йорк, розпочалися основні зйомки.

## Рецепція
На агрегаторі рецензій Rotten Tomatoes рейтинг схвалення фільму становить 39 % на основі 87 рецензій із середньою оцінкою 5,1/10. Консенсус критиків веб-сайту говорить: «Жахи в Things Heard & Seen переповнені банальною та ненатхненною екранізацією, яка не в змозі зв'язатися з її нав'язливим вихідним матеріалом». На Metacritic він отримав середню оцінку 49 зі 100 на основі 24 критиків, що вказує на «змішані або середні відгуки».